# Gruvdammarna (Kalls socken, Jämtland, 704191-136647)
Gruvdammarna är en sjö i Åre kommun i Jämtland och ingår i Indalsälvens huvudavrinningsområde. Sjön har en area på 0,0591 kvadratkilometer och ligger 712,9 meter över havet. Sjön avvattnas av vattendraget Skutån.

## Delavrinningsområde
Gruvdammarna ingår i det delavrinningsområde (704192-136516) som SMHI kallar för Mynnar i Husån. Medelhöjden är 841 meter över havet och ytan är 11,77 kvadratkilometer. Det finns inga avrinningsområden uppströms utan avrinningsområdet är högsta punkten. Skutån som avvattnar avrinningsområdet har biflödesordning 3, vilket innebär att vattnet flödar genom totalt 3 vattendrag innan det når havet efter 318 kilometer. Avrinningsområdet består mestadels av skog (31 procent) och kalfjäll (67 procent). Avrinningsområdet har 0,06 kvadratkilometer vattenytor vilket ger det en sjöprocent på 0,5 procent.